# Tiroteo en la Escuela Secundaria Central de Artes Visuales y Escénicas
El tiroteo en la Escuela Secundaria Central de Artes Visuales y Escénicas se produjo el 24 de octubre de 2022 en el barrio Southwest Garden de St. Louis, Misuri, Estados Unidos. Tres personas murieron, incluido el perpetrador, y otras siete resultaron heridas. Las autoridades identificaron al exalumno de 19 años Orlando Harris como el perpetrador.

## Antecedentes
Escuela Secundaria Central de Artes Visuales y Escénicas usa la palabra clave «Miles Davis está en el edificio» para alertar a los estudiantes y al personal de un tirador activo en el edificio. La escuela también tiene varios detectores de metales, y siete guardias de seguridad estaban presentes el día del tiroteo.
Misuri no tiene una ley de bandera roja que permita a un tribunal estatal ordenar la eliminación temporal de armas de fuego de una persona que creen que puede representar un peligro para otros o para ellos mismos.

## Tiroteo
El 24 de octubre de 2022, poco antes del incidente, Harris estacionó su Dodge Avenger azul 2012 cerca del edificio antes de ingresar a la escuela por una entrada lateral, caminando hasta el tercer piso. Harris estaba armado con un rifle estilo AR-15, más de 600 rondas de municiones y alrededor de una docena de cargadores de 30 balas. Vestido con ropa negra, Harris entró por la fuerza disparando a una puerta de vidrio antes de abrir fuego dentro de la escuela en el cuarto piso. A las 9:11 a. m., la policía recibió la primera llamada sobre una amenaza de tirador activo en la escuela. A los oficiales de seguridad de la escuela se les atribuyó la identificación de las intenciones de Harris y la advertencia a otros para permitir que se notificara a las autoridades.
Un testigo dijo que Harris disparó a las ventanas de su salón de clases y luego gritó «Todos van a morir» antes de intentar entrar en su habitación. En un momento dado, Harris entró en una clase de baile con la intención de abrir fuego, pero su arma de fuego funcionó mal, permitiendo a los ocupantes escapar. Los estudiantes y el personal que evacuaron fueron interrogados por los oficiales que respondieron para identificar dónde se encontraba Harris y también siguieron los sonidos de los disparos. La policía ingresó al edificio a las 9:15 a. m., ordenó a Harris que levantara las manos y posteriormente intercambió disparos con él ocho minutos después. Después de un breve tiroteo, a las 9:25 a. m., Harris fue golpeado y asesinado. Ningún oficial resultó herido.
Durante el tiroteo, los estudiantes que asistían a la Escuela Colegiada de Medicina y Biociencia, que comparte el edificio con la Escuela Secundaria Central de Artes Visuales y Escénicas, fueron puestos bajo encierro. Los estudiantes fueron evacuados a la cercana Escuela Secundaria Gateway STEM.

## Víctimas
Dos personas fueron asesinadas por el pistolero: la estudiante de segundo año de 15 años Alexzandria Bell, quien fue declarada muerta en la escena, y el profesor de educación física Jean Kuczka, de 61 años, quien murió en un hospital. Además de las muertes, siete personas resultaron heridas, cuatro por disparos y tres por lesiones físicas causadas por el caos y la evacuación resultantes. Una víctima herida recibió dos disparos y saltó por una ventana del segundo piso, rompiéndose el tobillo.

## Investigación
La policía de St. Louis y las autoridades federales del FBI y la ATF trabajaron juntas para registrar tanto la escuela, la casa y el automóvil del perpetrador para identificar un motivo. El FBI creó un sitio web de recopilación de evidencia digital donde han pedido a cualquier persona con fotos, video, audio o cualquier otra evidencia que la cargue para ayudar en la investigación.
Después del incidente, Harris fue descrito por algunos que lo conocieron en la escuela como a menudo solo o tranquilo, pero los estudiantes en sus clases de teatro dijeron que era extrovertido y amigable. Harris dejó una nota dentro de su automóvil que contenía una lista de tiroteos escolares, tiradores escolares y cifras de muertes de los incidentes. En la nota, declaró que quería ser el «próximo tirador escolar nacional». Él escribió: «No tengo amigos, no tengo familia, nunca he tenido novia, nunca he tenido una vida social. He sido un solitario aislado toda mi vida. Esta fue la tormenta perfecta de un tirador masivo». También se encontró un mapa de la escuela en el automóvil, que muestra que el ataque había sido planeado.

## Perpetrador
El perpetrador fue identificado por las autoridades como Orlando Harris, un hombre de 19 años, de Carondelet, St. Louis. Harris se había graduado de la escuela un año antes y no tenía antecedentes penales de adultos. Harris luchó con problemas de salud mental. La familia de Harris buscó tratamiento de salud mental para Harris y en ocasiones lo había internado en una institución mental.
El 8 de octubre de 2022, Harris intentó comprar un arma a un distribuidor con licencia en St. Charles, Misuri, pero se le negó debido a una verificación de antecedentes fallida del FBI. Harris luego compró el rifle estilo AR-15 utilizado en el tiroteo a un particular. Ninguna ley impidió la venta privada.
El 15 de octubre, la madre de Harris llamó al 9-1-1 para informar que Harris tenía el rifle y solicitó que la policía retirara el rifle. La policía que respondió determinó que a Harris se le permitió legalmente poseer el rifle. La policía confiscó el rifle de Harris y se lo entregó a un adulto a quien se le permitía legalmente portarlo.

## Reacciones
La Casa Blanca lo llamó «otro tiroteo escolar», declaró que «nuestros corazones están con todos los afectados por esta violencia sin sentido» y renovó los llamados a una prohibición de armas de asalto. El presidente Joe Biden publicó en Twitter, escribiendo «Jill y yo estamos pensando en todos los afectados por el tiroteo sin sentido en St. Louis, especialmente los muertos y heridos, sus familias y los primeros en responder. Mientras lloramos con Central Visual and Performing Arts, debemos tomar medidas, comenzando por prohibir las armas de asalto». El Secretario de Educación de los Estados Unidos, Miguel Cardona, condenó el tiroteo, calificándolo de «acto de violencia sin sentido».
La alcaldesa de St. Louis, Tishaura Jones, calificó el evento como «una situación devastadora y traumática», tuiteando «Ayúdanos Jesús» después del tiroteo. El 27 de octubre, el área celebró un ayuntamiento sobre violencia armada y seguridad escolar en el St. Louis Community College que fue organizado por la representante Cori Bush, la alcaldesa de St. Louis Tishaura Jones y el director de seguridad pública de St. Louis Daniel Isom, con cierta participación vista por el congresista Jamaal Bowman, quien se desempeña como vicepresidente del Comité de Educación y Trabajo de la Cámara de Representantes de los Estados Unidos.
Los St. Louis Blues guardarían dos momentos de silencio, el primero en Winnipeg durante su partido contra los Winnipeg Jets, y el segundo durante su partido en casa contra los Edmonton Oilers. Como resultado del tiroteo, la escuela junto con la Escuela Colegiada de Medicina y Biociencia habían estado cerradas durante una semana.
El consejo editorial de The Washington Post escribió que Misuri es «conocido por tener algunas de las leyes de armas más débiles de la nación» y preguntó: «¿Cuántos tiroteos escolares más deben ocurrir antes de que Misuri despierte? ¿Cuántos más antes de que el Congreso promulgue una prohibición nacional de armas de asalto y requiera verificaciones de antecedentes universales?». Un artículo de opinión en el Philadelphia Inquirer contrastó las respuestas de las fuerzas del orden público a este tiroteo, con el tiroteo de la Escuela Primaria Robb en Uvalde, Texas, este último ampliamente percibido como inepto.